# Miguel Luís
Miguel Mariz Luís (Charneca de Caparica, 27 februari 1999) is een Portugees voetballer die doorgaans speelt als middenvelder. In augustus 2024 verruilde hij Warta Poznań voor Panetolikos.

## Clubcarrière
Luís speelde in de jeugd van Académica Coimbra en stapte in 2009 over naar de opleiding van Sporting CP. Hier maakte hij op 4 november 2018 zijn debuut in het eerste elftal. Op bezoek bij Santa Clara kwam Sporting nog achter door een doelpunt van Zé Manuel, maar na een benutte strafschop van Bas Dost en een treffer van Marcos Acuña won Sporting alsnog met 1–2. Luís begon op de reservebank en mocht in de blessuretijd invallen voor doelpuntenmaker Acuña. Zijn eerste professionele doelpunt maakte de middenvelder op 13 december 2018, tijdens een thuiswedstrijd tegen Vorskla Poltava in de UEFA Europa League. Luís mocht van coach Marcel Keizer in de basis beginnen. Fredy Montero opende de score en op aangeven van Bruno Fernandes zorgde Luís voor de tweede treffer. Door een eigen doelpunt van Vorskla-verdediger Armend Dallku kwam de einduitslag op het scorebord: 3–0. In 2019 tekende de middenvelder een nieuw contract tot medio 2023.
In oktober 2020 stapte Luís transfervrij over naar Vitória Guimarães. Een jaar later nam Raków Częstochowa hem over. In februari 2022 huurde Warta Poznań de Portugees voor een half seizoen. Deze club nam hem na de verhuurperiode definitief over en gaf hem een contract voor twee jaar. Na dit contract tekende Luís voor twee jaar bij Panetolikos.

## Clubstatistieken
| Seizoen | Club              | Competitie    | Competitie | Competitie | Beker | Beker | Internationaal | Internationaal | Totaal | Totaal |
| Seizoen | Club              | Competitie    | Wed.       | Dlp.       | Wed.  | Dlp.  | Wed.           | Dlp.           | Wed.   | Dlp.   |
| ------- | ----------------- | ------------- | ---------- | ---------- | ----- | ----- | -------------- | -------------- | ------ | ------ |
| 2018/19 | Sporting CP       | Primeira Liga | 8          | 1          | 2     | 0     | 3              | 1              | 13     | 2      |
| 2019/20 | Sporting CP       | Primeira Liga | 2          | 0          | 1     | 0     | 3              | 0              | 6      | 0      |
| 2020/21 | Vitória Guimarães | Primeira Liga | 18         | 0          | 3     | 0     | —              | —              | 21     | 0      |
| 2021/22 | Raków Częstochowa | Ekstraklasa   | 1          | 0          | 0     | 0     | —              | —              | 1      | 0      |
| 2021/22 | → Warta Poznań    | Ekstraklasa   | 14         | 3          | 0     | 0     | —              | —              | 14     | 3      |
| 2022/23 | Warta Poznań      | Ekstraklasa   | 28         | 2          | 2     | 0     | —              | —              | 30     | 2      |
| 2023/24 | Warta Poznań      | Ekstraklasa   | 33         | 2          | 2     | 1     | —              | —              | 35     | 3      |
| 2024/25 | Panetolikos       | Super League  | 0          | 0          | 0     | 0     | —              | —              | 0      | 0      |
| Totaal  | Totaal            | Totaal        | 104        | 8          | 10    | 1     | 6              | 1              | 120    | 10     |

Bijgewerkt op 16 augustus 2024.